# انل
انل (به ایتالیایی: Enel) شرکت برق ایتالیایی است.

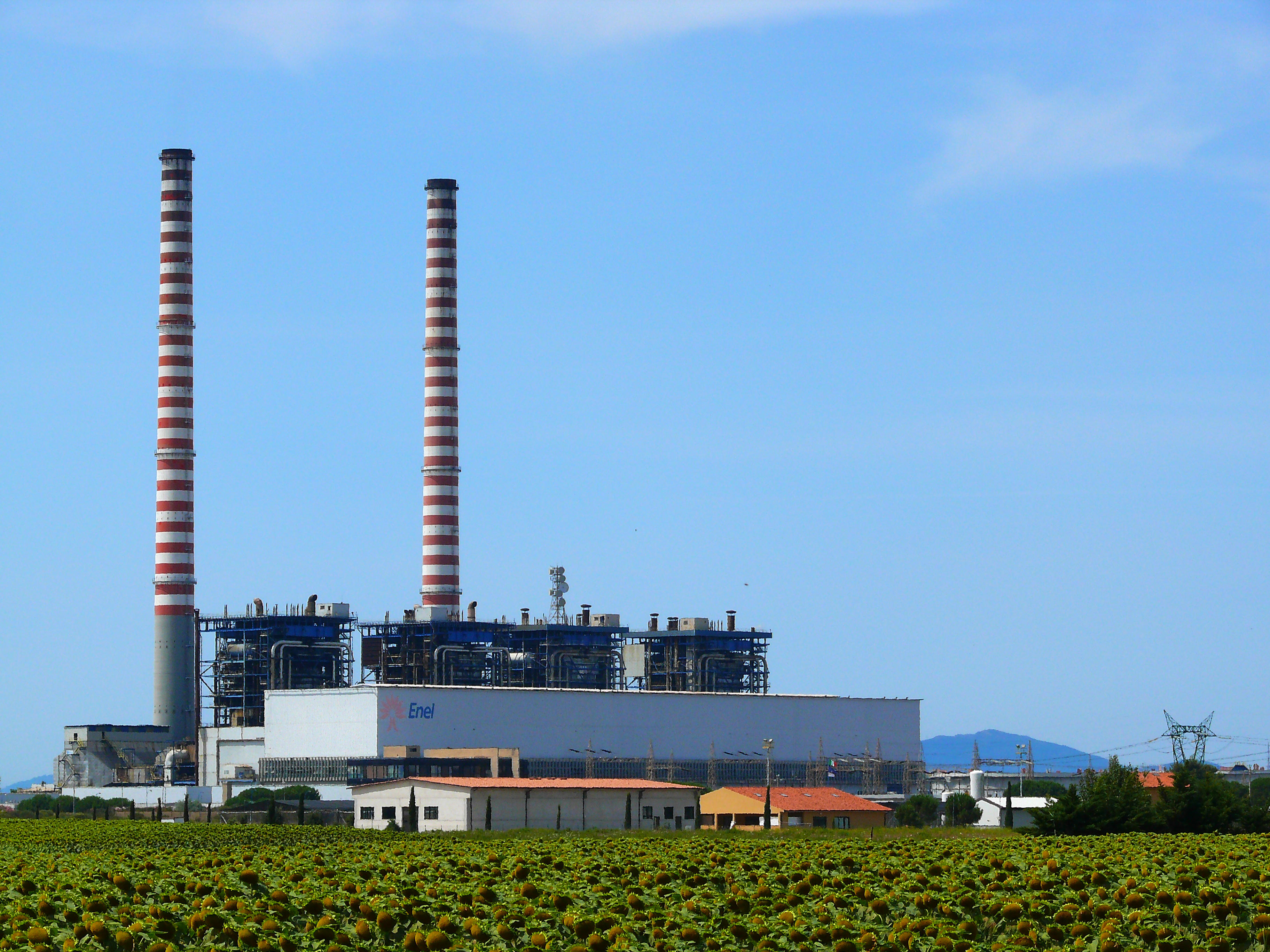
نیروگاه انل، در توسکانی، استان لیورنو، ایتالیا

شرکت انل در زمینه تولید برق، توزیع برق، فعالیت گسترده‌ای، در بسیاری از کشورهای دنیا دارد و در حال‌حاضر در ۴۰ کشور، دارای نیروگاه است. انل اولین توزیع‌کننده برق در آمریکای شمالی و اروپا است.
این شرکت همچنین یکی از بزرگترین شرکت‌های تأمین‌کننده گاز در دنیا بوده و با ظرفیت نصب شده‌ای معادل ۹۵٫۰۰۰ مگاوات، دارای ۶۱ میلیون مشتری گاز و برق در سراسر جهان است.
شرکت انل معاملات خود در بازار بورس ایتالیا را، با نماد "Enel" انجام می‌دهد. دفتر مرکزی کمپانی انل، در شهر رم قرار دارد.